# Mercedes-Benz EQE
La Mercedes-Benz EQE (nome in codice Mercedes-Benz V295) è un'autovettura elettrica prodotta dalla casa automobilistica tedesca Mercedes-Benz a partire dal 2021.
La EQE è una berlina di lusso di medio-grandi dimensioni, che fa parte della famiglia EQ ovvero la gamma di veicoli elettrici della Mercedes, e va ad affiancarsi alle Mercedes-Benz EQC, Mercedes-Benz EQA e Mercedes-Benz EQB.

## Descrizione
La EQE è stata presentata in veste definitiva per la prima volta al Salone di Monaco nel settembre 2021. Dimensionalmente la vettura si va a collocare tra la Classe E e la CLS.

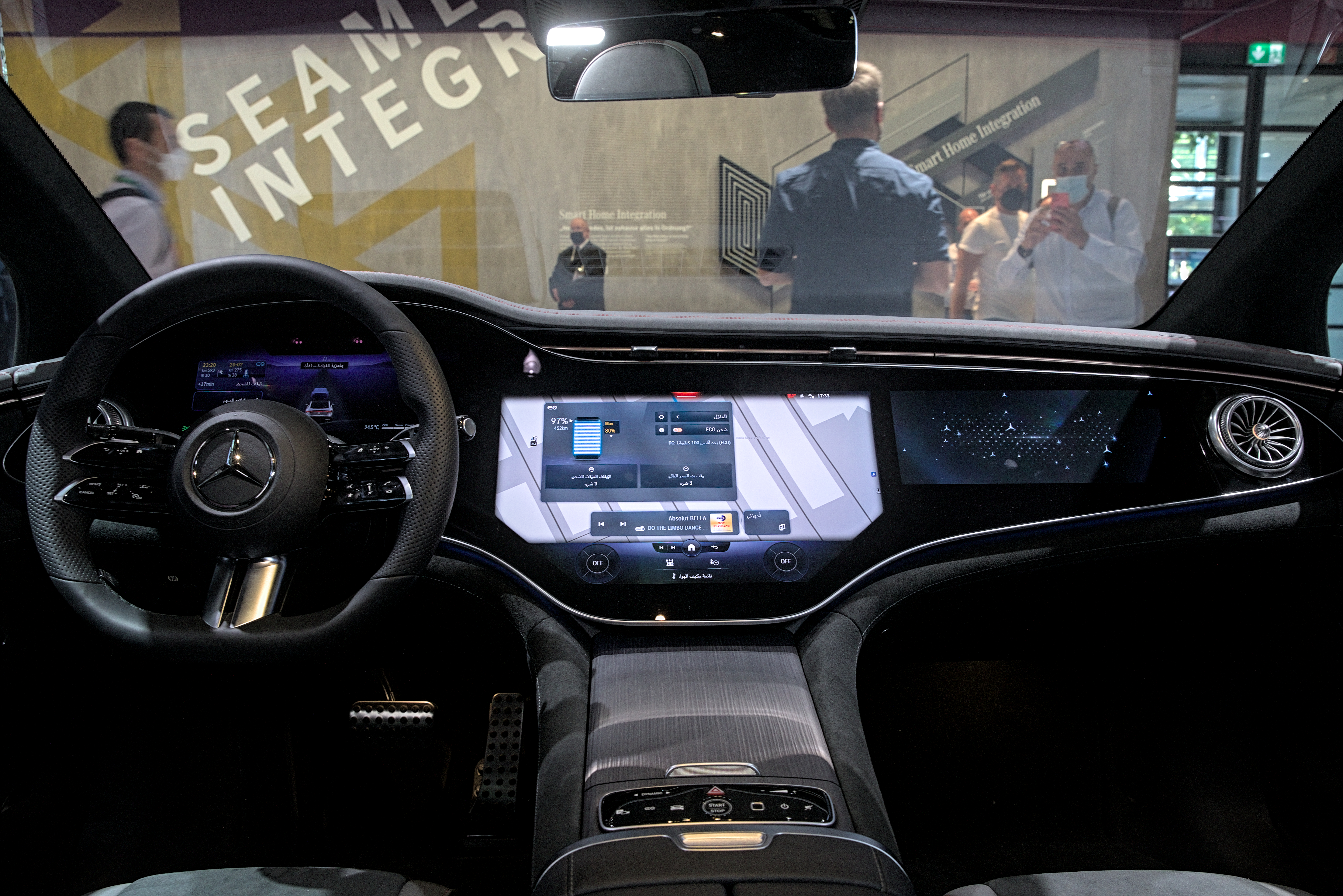
Interni

L'EQE è il secondo veicolo ad essere costruito sulla piattaforma specifica per i modelli elettrici denominata MEA (Modular Elettric Architecture). Le versioni più accessoriate della Mercedes-Benz EQE sono dotate di tre display OLED separati che coprono quasi tutta l'intera superficie della parte superiore della pancia, andando dal cruscotto del guidatore fin davanti al passeggero anteriore, per una lunghezza di 1,41 m.
L'unica versione disponibile al momento del lancio è quella con il solo motore posteriore chiamata EQE 350. Il suo motore ha una potenza di 215 kW (292 CV e 530 Nm di coppia) e l'autonomia si attesta secondo il ciclo si omologazione WLTP a circa 660 km. Il motore elettrico è del tipo sincrono a magneti permanenti e la batteria è agli ioni di litio con una capacità nominale di 90,8 kWh con tensione a 400 V. Inoltre la EQE è dotata di un sistema a quattro ruote sterzanti, in cui al posteriore c'era un motorino elettrico che fa muovere le ruote fino ad una angolazione massima di 10°, diminuendo così il diametro di sterzata da 19,7 a 12,5 metri e accorciando virtualmente il passo, favorendo a bassa velocità le manovre e alle alte la stabilità. 
Il veicolo condivide la piattaforma e la meccanica con la più grande EQS, ma tuttavia, ci sono alcune differenze. Oltre alle dimensioni minori, sulla EQE il lunotto posteriore è fisso e c'è un cofano per accedere al vano bagagli in quanto la vettura è una 4 porte mentre invece sulla EQS c'è un grande portellone e la dimensione massima della batteria è di 90,8 kWh. Oltre ad essere prodotta in Germania negli stabilimenti di Brema, viene costruita anche in Cina a Pechino tramite una joint venture.